# 437. pehotni polk (Wehrmacht)
437. pehotni polk (izvirno nemško Infanterie-Regiment 437) je bil eden izmed pehotnih polkov v sestavi redne nemške kopenske vojske med drugo svetovno vojno.

## Zgodovina
Polk je bil ustanovljen 21. oktobra 1940 kot polk 11. vala na območju Landshuta z reorganizacijo delov 485. in 499. pehotnega polka; polk je bil dodeljen 132. pehotni diviziji.
15. oktobra istega leta je bil polk preimenovan v 437. grenadirski polk.